# لا تروبيكال أميسا بونغو 2019
لا تروبيكال أميسا بونغو 2019 (بالفرنسية: Tropicale Amissa Bongo 2019)‏ هو سباق دراجات هوائية، وهو الموسم رقم 14 من السباق، وأقيم خلال الفترة 21 يناير 2019، وحتى 27 يناير 2019، وامتدّ لمسافة 860 كيلومتر، وهو أحد سباقات طواف أفريقيا للدراجات 2019، وهو من نوع سباق المرحلة، وقد شارك في السباق 90 متسابقاً.
.

## الفرق
| فرق قارية محترفة (4)- Direct Énergie - Arkéa-Samsic - فيتال كونسبت 2019 ‏ - أندروني جوكاتولي-سيدرمك 2019 ‏ فريق قاري- برو تاتش 2019 ‏ فرق وطنية (10)- فريق الجزائر لركوب الدراجات للرجال 2019 ‏ - فريق بوركينا فاسو لركوب الدراجات 2019‏ - فريق الكاميرون لركوب الدراجات للرجال 2019‏ - فريق ساحل العاج لركوب الدراجات 2019‏ - فريق إرتريا لركوب الدراجات 2019 ‏ - فريق إثيوبيا لركوب الدراجات للرجال 2019‏ - فريق الغابون لركوب الدراجات للرجال 2019‏ - فريق المغرب لركوب الدراجات 2019 ‏ - فريق رواندا لركوب الدراجات للرجال 2019‏ - فريق موريشيوس لسباق الدراجات للرجال 2019‏ |  |
| |  |

## المراحل
| المرحلة   | التاريخ  | الدورة                    | type         | المسافة (كم) | الفائز بالمرحلة  | القائد العام     |
| --------- | -------- | ------------------------- | ------------ | ------------ | ---------------- | ---------------- |
| المرحلة 1 | 21 يناير | بونغوفيل – مواندا         | مرحلة التلال | 100          | نيكولو بونيفازيو | نيكولو بونيفازيو |
| المرحلة 2 | 22 يناير | فرانسفيل – Okondja ‏       | مرحلة مستوية | 170          | نيكولو بونيفازيو | نيكولو بونيفازيو |
| المرحلة 3 | 23 يناير | Lékoni, Gabon ‏ – فرانسفيل | مرحلة مستوية | 100          | بينيام جيرماي    | نيكولو بونيفازيو |
| المرحلة 4 | 24 يناير | ميتزيك ‏ – أوييم           | مرحلة مستوية | 120          | لورينزو مانزين   | نيكولو بونيفازيو |
| المرحلة 5 | 25 يناير | بايتام ‏ – مونغومو         | مرحلة مستوية | 120          | نيكولو بونيفازيو | نيكولو بونيفازيو |
| المرحلة 6 | 26 يناير | بايتام ‏ – أوييم           | مرحلة مستوية | 110          | أندريه جريبيل    | نيكولو بونيفازيو |
| المرحلة 7 | 27 يناير | Nkok ‏ – ليبرفيل           | مرحلة مستوية | 140          | لورينزو مانزين   | نيكولو بونيفازيو |

## النتيجة

### مرحلة 1
هي مرحلة جبلية، أجريت في 21 يناير 2019 فاز بالمرحلة نيكولو بونيفازيو، ومتصدر الترتيب العام في نهاية المرحلة نيكولو بونيفازيو.
| \| التصنيف العام \| التصنيف العام \| التصنيف العام \| التصنيف العام \| التصنيف العام \| \| العداء \| العداء \| الفريق \| الوقت \| \| \| ------------- \| ----------------------------- \| ---------------------------------------------------- \| ------------- \| ------------- \| \| 1 \| نيكولو بونيفازيو \| Direct Énergie \| 2 س 43 د 13 ث \| \| \| 2 \| Sirak Tesfom [الإنجليزية]‏ \| فريق إرتريا لركوب الدراجات 2019 [الإنجليزية]‏ \| + 2 ث \| \| \| 3 \| Didier Munyaneza [الإنجليزية]‏ \| فريق رواندا لركوب الدراجات للرجال 2019‏ \| + 3 ث \| \| \| 4 \| لورينزو مانزين \| فيتال كونسبت [الإنجليزية]‏ \| + 4 ث \| \| \| 5 \| أندريه جريبيل \| Arkéa-Samsic \| + 6 ث \| \| \| 6 \| يوسف رقيقي \| فريق الجزائر لركوب الدراجات للرجال 2019 [الإنجليزية]‏ \| + 10 ث \| \| \| 7 \| هنوك مولوبرهان [الإنجليزية]‏ \| فريق إرتريا لركوب الدراجات 2019 [الإنجليزية]‏ \| + 10 ث \| \| \| 8 \| Alexandre Pichot [الإنجليزية]‏ \| Direct Énergie \| + 10 ث \| \| \| 9 \| Rohan Du Plooy [الإنجليزية]‏ \| برو تاتش [الإنجليزية]‏ \| + 10 ث \| \| \| 10 \| أندريا فيندرام \| أندروني جوكاتولي-سيدرمك [الإنجليزية]‏ \| + 10 ث \| \| |                   |                                          |               |  |
| |                   |                                          |               |  |
| |                   |                                          |               |  |
| التصنيف العام |                   |                                          |               |  |
| العداء | العداء            | الفريق                                   | الوقت         |  |
| 1 | نيكولو بونيفازيو  | Direct Énergie                           | 2 س 43 د 13 ث |  |
| 2 | Sirak Tesfom ‏     | فريق إرتريا لركوب الدراجات 2019 ‏         | + 2 ث         |  |
| 3 | Didier Munyaneza ‏ | فريق رواندا لركوب الدراجات للرجال 2019‏   | + 3 ث         |  |
| 4 | لورينزو مانزين    | فيتال كونسبت ‏                            | + 4 ث         |  |
| 5 | أندريه جريبيل     | Arkéa-Samsic                             | + 6 ث         |  |
| 6 | يوسف رقيقي        | فريق الجزائر لركوب الدراجات للرجال 2019 ‏ | + 10 ث        |  |
| 7 | هنوك مولوبرهان ‏   | فريق إرتريا لركوب الدراجات 2019 ‏         | + 10 ث        |  |
| 8 | Alexandre Pichot ‏ | Direct Énergie                           | + 10 ث        |  |
| 9 | Rohan Du Plooy ‏   | برو تاتش ‏                                | + 10 ث        |  |
| 10 | أندريا فيندرام    | أندروني جوكاتولي-سيدرمك ‏                 | + 10 ث        |  |

### مرحلة 2
هي مرحلة مسطحة، أجريت في 22 يناير 2019 فاز بالمرحلة نيكولو بونيفازيو، ومتصدر الترتيب العام في نهاية المرحلة نيكولو بونيفازيو.
| \| التصنيف العام \| التصنيف العام \| التصنيف العام \| التصنيف العام \| التصنيف العام \| \| العداء \| العداء \| الفريق \| الوقت \| \| \| ------------- \| ------------------------------------ \| ---------------------------------------------------- \| ------------- \| ------------- \| \| 1 \| نيكولو بونيفازيو \| Direct Énergie \| 6 س 47 د 26 ث \| \| \| 2 \| Sirak Tesfom [الإنجليزية]‏ \| فريق إرتريا لركوب الدراجات 2019 [الإنجليزية]‏ \| + 9 ث \| \| \| 3 \| أندريه جريبيل \| Arkéa-Samsic \| + 10 ث \| \| \| 4 \| Didier Munyaneza [الإنجليزية]‏ \| فريق رواندا لركوب الدراجات للرجال 2019‏ \| + 13 ث \| \| \| 5 \| لورينزو مانزين \| فيتال كونسبت [الإنجليزية]‏ \| + 14 ث \| \| \| 6 \| Bonaventure Uwizeyimana [الإنجليزية]‏ \| فريق رواندا لركوب الدراجات للرجال 2019‏ \| + 16 ث \| \| \| 7 \| دانيال تيكليهايمانوت \| فريق إرتريا لركوب الدراجات 2019 [الإنجليزية]‏ \| + 17 ث \| \| \| 8 \| Rohan Du Plooy [الإنجليزية]‏ \| برو تاتش [الإنجليزية]‏ \| + 18 ث \| \| \| 9 \| أدريان بيتي \| Direct Énergie \| + 19 ث \| \| \| 10 \| يوسف رقيقي \| فريق الجزائر لركوب الدراجات للرجال 2019 [الإنجليزية]‏ \| + 20 ث \| \| |                          |                                          |               |  |
| |                          |                                          |               |  |
| |                          |                                          |               |  |
| التصنيف العام |                          |                                          |               |  |
| العداء | العداء                   | الفريق                                   | الوقت         |  |
| 1 | نيكولو بونيفازيو         | Direct Énergie                           | 6 س 47 د 26 ث |  |
| 2 | Sirak Tesfom ‏            | فريق إرتريا لركوب الدراجات 2019 ‏         | + 9 ث         |  |
| 3 | أندريه جريبيل            | Arkéa-Samsic                             | + 10 ث        |  |
| 4 | Didier Munyaneza ‏        | فريق رواندا لركوب الدراجات للرجال 2019‏   | + 13 ث        |  |
| 5 | لورينزو مانزين           | فيتال كونسبت ‏                            | + 14 ث        |  |
| 6 | Bonaventure Uwizeyimana ‏ | فريق رواندا لركوب الدراجات للرجال 2019‏   | + 16 ث        |  |
| 7 | دانيال تيكليهايمانوت     | فريق إرتريا لركوب الدراجات 2019 ‏         | + 17 ث        |  |
| 8 | Rohan Du Plooy ‏          | برو تاتش ‏                                | + 18 ث        |  |
| 9 | أدريان بيتي              | Direct Énergie                           | + 19 ث        |  |
| 10 | يوسف رقيقي               | فريق الجزائر لركوب الدراجات للرجال 2019 ‏ | + 20 ث        |  |

### مرحلة 3
هي مرحلة مسطحة، أجريت في 23 يناير 2019 فاز بالمرحلة بينيام جيرماي، ومتصدر الترتيب العام في نهاية المرحلة نيكولو بونيفازيو.
| \| التصنيف العام \| التصنيف العام \| التصنيف العام \| التصنيف العام \| التصنيف العام \| \| العداء \| العداء \| الفريق \| الوقت \| \| \| ------------- \| ----------------------------- \| ---------------------------------------------------- \| ------------- \| ------------- \| \| 1 \| نيكولو بونيفازيو \| Direct Énergie \| \| \| \| 2 \| Sirak Tesfom [الإنجليزية]‏ \| فريق إرتريا لركوب الدراجات 2019 [الإنجليزية]‏ \| + 13 ث \| \| \| 3 \| أندريه جريبيل \| Arkéa-Samsic \| + 14 ث \| \| \| 4 \| يوسف رقيقي \| فريق الجزائر لركوب الدراجات للرجال 2019 [الإنجليزية]‏ \| + 17 ث \| \| \| 5 \| Didier Munyaneza [الإنجليزية]‏ \| فريق رواندا لركوب الدراجات للرجال 2019‏ \| + 17 ث \| \| \| 6 \| لورينزو مانزين \| فيتال كونسبت [الإنجليزية]‏ \| + 18 ث \| \| \| 7 \| Metkel Eyob [الإنجليزية]‏ \| فريق إرتريا لركوب الدراجات 2019 [الإنجليزية]‏ \| + 19 ث \| \| \| 8 \| هنوك مولوبرهان [الإنجليزية]‏ \| فريق إرتريا لركوب الدراجات 2019 [الإنجليزية]‏ \| + 21 ث \| \| \| 9 \| دانيال تيكليهايمانوت \| فريق إرتريا لركوب الدراجات 2019 [الإنجليزية]‏ \| + 21 ث \| \| \| 10 \| Rohan Du Plooy [الإنجليزية]‏ \| برو تاتش [الإنجليزية]‏ \| + 22 ث \| \| |                      |                                          |        |  |
| |                      |                                          |        |  |
| |                      |                                          |        |  |
| التصنيف العام |                      |                                          |        |  |
| العداء | العداء               | الفريق                                   | الوقت  |  |
| 1 | نيكولو بونيفازيو     | Direct Énergie                           |        |  |
| 2 | Sirak Tesfom ‏        | فريق إرتريا لركوب الدراجات 2019 ‏         | + 13 ث |  |
| 3 | أندريه جريبيل        | Arkéa-Samsic                             | + 14 ث |  |
| 4 | يوسف رقيقي           | فريق الجزائر لركوب الدراجات للرجال 2019 ‏ | + 17 ث |  |
| 5 | Didier Munyaneza ‏    | فريق رواندا لركوب الدراجات للرجال 2019‏   | + 17 ث |  |
| 6 | لورينزو مانزين       | فيتال كونسبت ‏                            | + 18 ث |  |
| 7 | Metkel Eyob ‏         | فريق إرتريا لركوب الدراجات 2019 ‏         | + 19 ث |  |
| 8 | هنوك مولوبرهان ‏      | فريق إرتريا لركوب الدراجات 2019 ‏         | + 21 ث |  |
| 9 | دانيال تيكليهايمانوت | فريق إرتريا لركوب الدراجات 2019 ‏         | + 21 ث |  |
| 10 | Rohan Du Plooy ‏      | برو تاتش ‏                                | + 22 ث |  |

### مرحلة 4
هي مرحلة مسطحة، أجريت في 24 يناير 2019 .
| \| التصنيف العام \| التصنيف العام \| التصنيف العام \| التصنيف العام \| التصنيف العام \| \| العداء \| العداء \| الفريق \| الوقت \| \| \| ------------- \| ----------------------------- \| ---------------------------------------------------- \| -------------- \| ------------- \| \| 1 \| نيكولو بونيفازيو \| Direct Énergie \| 11 س 57 د 49 ث \| \| \| 2 \| لورينزو مانزين \| فيتال كونسبت [الإنجليزية]‏ \| + 14 ث \| \| \| 3 \| Sirak Tesfom [الإنجليزية]‏ \| فريق إرتريا لركوب الدراجات 2019 [الإنجليزية]‏ \| + 16 ث \| \| \| 4 \| أندريه جريبيل \| Arkéa-Samsic \| + 20 ث \| \| \| 5 \| يوسف رقيقي \| فريق الجزائر لركوب الدراجات للرجال 2019 [الإنجليزية]‏ \| + 23 ث \| \| \| 6 \| Didier Munyaneza [الإنجليزية]‏ \| فريق رواندا لركوب الدراجات للرجال 2019‏ \| + 23 ث \| \| \| 7 \| دانيال تيكليهايمانوت \| فريق إرتريا لركوب الدراجات 2019 [الإنجليزية]‏ \| + 24 ث \| \| \| 8 \| Metkel Eyob [الإنجليزية]‏ \| فريق إرتريا لركوب الدراجات 2019 [الإنجليزية]‏ \| + 25 ث \| \| \| 9 \| هنوك مولوبرهان [الإنجليزية]‏ \| فريق إرتريا لركوب الدراجات 2019 [الإنجليزية]‏ \| + 27 ث \| \| \| 10 \| Rohan Du Plooy [الإنجليزية]‏ \| برو تاتش [الإنجليزية]‏ \| + 28 ث \| \| |                      |                                          |                |  |
| |                      |                                          |                |  |
| |                      |                                          |                |  |
| التصنيف العام |                      |                                          |                |  |
| العداء | العداء               | الفريق                                   | الوقت          |  |
| 1 | نيكولو بونيفازيو     | Direct Énergie                           | 11 س 57 د 49 ث |  |
| 2 | لورينزو مانزين       | فيتال كونسبت ‏                            | + 14 ث         |  |
| 3 | Sirak Tesfom ‏        | فريق إرتريا لركوب الدراجات 2019 ‏         | + 16 ث         |  |
| 4 | أندريه جريبيل        | Arkéa-Samsic                             | + 20 ث         |  |
| 5 | يوسف رقيقي           | فريق الجزائر لركوب الدراجات للرجال 2019 ‏ | + 23 ث         |  |
| 6 | Didier Munyaneza ‏    | فريق رواندا لركوب الدراجات للرجال 2019‏   | + 23 ث         |  |
| 7 | دانيال تيكليهايمانوت | فريق إرتريا لركوب الدراجات 2019 ‏         | + 24 ث         |  |
| 8 | Metkel Eyob ‏         | فريق إرتريا لركوب الدراجات 2019 ‏         | + 25 ث         |  |
| 9 | هنوك مولوبرهان ‏      | فريق إرتريا لركوب الدراجات 2019 ‏         | + 27 ث         |  |
| 10 | Rohan Du Plooy ‏      | برو تاتش ‏                                | + 28 ث         |  |

### مرحلة 5
هي مرحلة مسطحة، أجريت في 25 يناير 2019 .
| \| التصنيف العام \| التصنيف العام \| التصنيف العام \| التصنيف العام \| التصنيف العام \| \| العداء \| العداء \| الفريق \| الوقت \| \| \| ------------- \| ----------------------------- \| ----------------------------------------------- \| -------------- \| ------------- \| \| 1 \| نيكولو بونيفازيو \| Direct Énergie \| 15 س 02 د 30 ث \| \| \| 2 \| لورينزو مانزين \| فيتال كونسبت [الإنجليزية]‏ \| + 20 ث \| \| \| 3 \| Sirak Tesfom [الإنجليزية]‏ \| فريق إرتريا لركوب الدراجات [الإنجليزية]‏ \| + 26 ث \| \| \| 4 \| يوسف رقيقي \| فريق الجزائر لركوب الدراجات للرجال [الإنجليزية]‏ \| + 27 ث \| \| \| 5 \| Metkel Eyob [الإنجليزية]‏ \| فريق إرتريا لركوب الدراجات [الإنجليزية]‏ \| + 28 ث \| \| \| 6 \| أندريه جريبيل \| Arkéa-Samsic \| + 30 ث \| \| \| 7 \| Didier Munyaneza [الإنجليزية]‏ \| فريق رواندا لركوب الدراجات للرجال‏ \| + 33 ث \| \| \| 8 \| دانيال تيكليهايمانوت \| فريق إرتريا لركوب الدراجات [الإنجليزية]‏ \| + 34 ث \| \| \| 9 \| هنوك مولوبرهان [الإنجليزية]‏ \| فريق إرتريا لركوب الدراجات [الإنجليزية]‏ \| + 37 ث \| \| \| 10 \| Rohan Du Plooy [الإنجليزية]‏ \| برو تاتش [الإنجليزية]‏ \| + 38 ث \| \| |                      |                                     |                |  |
| |                      |                                     |                |  |
| |                      |                                     |                |  |
| التصنيف العام |                      |                                     |                |  |
| العداء | العداء               | الفريق                              | الوقت          |  |
| 1 | نيكولو بونيفازيو     | Direct Énergie                      | 15 س 02 د 30 ث |  |
| 2 | لورينزو مانزين       | فيتال كونسبت ‏                       | + 20 ث         |  |
| 3 | Sirak Tesfom ‏        | فريق إرتريا لركوب الدراجات ‏         | + 26 ث         |  |
| 4 | يوسف رقيقي           | فريق الجزائر لركوب الدراجات للرجال ‏ | + 27 ث         |  |
| 5 | Metkel Eyob ‏         | فريق إرتريا لركوب الدراجات ‏         | + 28 ث         |  |
| 6 | أندريه جريبيل        | Arkéa-Samsic                        | + 30 ث         |  |
| 7 | Didier Munyaneza ‏    | فريق رواندا لركوب الدراجات للرجال‏   | + 33 ث         |  |
| 8 | دانيال تيكليهايمانوت | فريق إرتريا لركوب الدراجات ‏         | + 34 ث         |  |
| 9 | هنوك مولوبرهان ‏      | فريق إرتريا لركوب الدراجات ‏         | + 37 ث         |  |
| 10 | Rohan Du Plooy ‏      | برو تاتش ‏                           | + 38 ث         |  |

### مرحلة 6
هي مرحلة مسطحة، أجريت في 26 يناير 2019 .
| \| التصنيف العام \| التصنيف العام \| التصنيف العام \| التصنيف العام \| التصنيف العام \| \| العداء \| العداء \| الفريق \| الوقت \| \| \| ------------- \| ----------------------------- \| ----------------------------------------------- \| -------------- \| ------------- \| \| 1 \| نيكولو بونيفازيو \| Direct Énergie \| 17 س 33 د 24 ث \| \| \| 2 \| لورينزو مانزين \| فيتال كونسبت [الإنجليزية]‏ \| + 16 ث \| \| \| 3 \| أندريه جريبيل \| Arkéa-Samsic \| + 20 ث \| \| \| 4 \| يوسف رقيقي \| فريق الجزائر لركوب الدراجات للرجال [الإنجليزية]‏ \| + 21 ث \| \| \| 5 \| Sirak Tesfom [الإنجليزية]‏ \| فريق إرتريا لركوب الدراجات [الإنجليزية]‏ \| + 26 ث \| \| \| 6 \| Metkel Eyob [الإنجليزية]‏ \| فريق إرتريا لركوب الدراجات [الإنجليزية]‏ \| + 28 ث \| \| \| 7 \| Didier Munyaneza [الإنجليزية]‏ \| فريق رواندا لركوب الدراجات للرجال‏ \| + 33 ث \| \| \| 8 \| دانيال تيكليهايمانوت \| فريق إرتريا لركوب الدراجات [الإنجليزية]‏ \| + 34 ث \| \| \| 9 \| هنوك مولوبرهان [الإنجليزية]‏ \| فريق إرتريا لركوب الدراجات [الإنجليزية]‏ \| + 37 ث \| \| \| 10 \| Rohan Du Plooy [الإنجليزية]‏ \| برو تاتش [الإنجليزية]‏ \| + 38 ث \| \| |                      |                                     |                |  |
| |                      |                                     |                |  |
| |                      |                                     |                |  |
| التصنيف العام |                      |                                     |                |  |
| العداء | العداء               | الفريق                              | الوقت          |  |
| 1 | نيكولو بونيفازيو     | Direct Énergie                      | 17 س 33 د 24 ث |  |
| 2 | لورينزو مانزين       | فيتال كونسبت ‏                       | + 16 ث         |  |
| 3 | أندريه جريبيل        | Arkéa-Samsic                        | + 20 ث         |  |
| 4 | يوسف رقيقي           | فريق الجزائر لركوب الدراجات للرجال ‏ | + 21 ث         |  |
| 5 | Sirak Tesfom ‏        | فريق إرتريا لركوب الدراجات ‏         | + 26 ث         |  |
| 6 | Metkel Eyob ‏         | فريق إرتريا لركوب الدراجات ‏         | + 28 ث         |  |
| 7 | Didier Munyaneza ‏    | فريق رواندا لركوب الدراجات للرجال‏   | + 33 ث         |  |
| 8 | دانيال تيكليهايمانوت | فريق إرتريا لركوب الدراجات ‏         | + 34 ث         |  |
| 9 | هنوك مولوبرهان ‏      | فريق إرتريا لركوب الدراجات ‏         | + 37 ث         |  |
| 10 | Rohan Du Plooy ‏      | برو تاتش ‏                           | + 38 ث         |  |

### مرحلة 7
هي مرحلة مسطحة، أجريت في 27 يناير 2019 .
| \| التصنيف العام \| التصنيف العام \| التصنيف العام \| التصنيف العام \| التصنيف العام \| \| العداء \| العداء \| الفريق \| الوقت \| \| \| ------------- \| ------------------------------- \| ----------------------------------------------- \| -------------- \| ------------- \| \| 1 \| نيكولو بونيفازيو \| Direct Énergie \| 20 س 39 د 25 ث \| \| \| 2 \| لورينزو مانزين \| فيتال كونسبت [الإنجليزية]‏ \| + 6 ث \| \| \| 3 \| أندريه جريبيل \| Arkéa-Samsic \| + 14 ث \| \| \| 4 \| يوسف رقيقي \| فريق الجزائر لركوب الدراجات للرجال [الإنجليزية]‏ \| + 17 ث \| \| \| 5 \| Sirak Tesfom [الإنجليزية]‏ \| فريق إرتريا لركوب الدراجات [الإنجليزية]‏ \| + 26 ث \| \| \| 6 \| Metkel Eyob [الإنجليزية]‏ \| فريق إرتريا لركوب الدراجات [الإنجليزية]‏ \| + 28 ث \| \| \| 7 \| Alessandro Bisolti [الإنجليزية]‏ \| أندروني جوكاتولي-سيدرمك [الإنجليزية]‏ \| + 32 ث \| \| \| 8 \| Didier Munyaneza [الإنجليزية]‏ \| فريق رواندا لركوب الدراجات للرجال‏ \| + 33 ث \| \| \| 9 \| دانيال تيكليهايمانوت \| فريق إرتريا لركوب الدراجات [الإنجليزية]‏ \| + 34 ث \| \| \| 10 \| هنوك مولوبرهان [الإنجليزية]‏ \| فريق إرتريا لركوب الدراجات [الإنجليزية]‏ \| + 37 ث \| \| |                      |                                     |                |  |
| |                      |                                     |                |  |
| |                      |                                     |                |  |
| التصنيف العام |                      |                                     |                |  |
| العداء | العداء               | الفريق                              | الوقت          |  |
| 1 | نيكولو بونيفازيو     | Direct Énergie                      | 20 س 39 د 25 ث |  |
| 2 | لورينزو مانزين       | فيتال كونسبت ‏                       | + 6 ث          |  |
| 3 | أندريه جريبيل        | Arkéa-Samsic                        | + 14 ث         |  |
| 4 | يوسف رقيقي           | فريق الجزائر لركوب الدراجات للرجال ‏ | + 17 ث         |  |
| 5 | Sirak Tesfom ‏        | فريق إرتريا لركوب الدراجات ‏         | + 26 ث         |  |
| 6 | Metkel Eyob ‏         | فريق إرتريا لركوب الدراجات ‏         | + 28 ث         |  |
| 7 | Alessandro Bisolti ‏  | أندروني جوكاتولي-سيدرمك ‏            | + 32 ث         |  |
| 8 | Didier Munyaneza ‏    | فريق رواندا لركوب الدراجات للرجال‏   | + 33 ث         |  |
| 9 | دانيال تيكليهايمانوت | فريق إرتريا لركوب الدراجات ‏         | + 34 ث         |  |
| 10 | هنوك مولوبرهان ‏      | فريق إرتريا لركوب الدراجات ‏         | + 37 ث         |  |

## المشاركون
| فريق رواندا لركوب الدراجات للرجال 2019‏ RWA | فريق رواندا لركوب الدراجات للرجال 2019‏ RWA | فريق رواندا لركوب الدراجات للرجال 2019‏ RWA |
| ------------------------------------------ | ------------------------------------------ | ------------------------------------------ |
| م                                          | عداء                                       | مرتبة                                      |
| 1                                          | Joseph Areruya ‏                            | 21                                         |
| 2                                          | Jean-Claude Uwizeye ‏                       | 36                                         |
| 3                                          | Didier Munyaneza ‏                          | 8                                          |
| 4                                          | Samuel Mugisha ‏                            | 15                                         |
| 5                                          | Bonaventure Uwizeyimana ‏                   | 29                                         |
| 6                                          | Yves Nkurunziza‏                            | 48                                         |

| Direct Énergie TDE | Direct Énergie TDE | Direct Énergie TDE |
| ------------------ | ------------------ | ------------------ |
| م                  | عداء               | مرتبة              |
| 11                 | يوهان جين          | 55                 |
| 12                 | نيكولو بونيفازيو   | 1                  |
| 13                 | داميان جودين       | 13                 |
| 14                 | Axel Journiaux ‏    | 67                 |
| 15                 | أدريان بيتي        | 19                 |
| 16                 | Alexandre Pichot ‏  | 45                 |

| فريق إرتريا لركوب الدراجات 2019 ‏ ERI | فريق إرتريا لركوب الدراجات 2019 ‏ ERI | فريق إرتريا لركوب الدراجات 2019 ‏ ERI |
| ------------------------------------ | ------------------------------------ | ------------------------------------ |
| م                                    | عداء                                 | مرتبة                                |
| 21                                   | دانيال تيكليهايمانوت                 | 9                                    |
| 22                                   | Metkel Eyob ‏                         | 6                                    |
| 23                                   | بينيام جيرماي                        | 72                                   |
| 24                                   | Aron Debretsion ‏                     | 24                                   |
| 25                                   | هنوك مولوبرهان ‏                      | 10                                   |
| 26                                   | Sirak Tesfom ‏                        | 5                                    |

| Arkéa-Samsic PCB | Arkéa-Samsic PCB | Arkéa-Samsic PCB |
| ---------------- | ---------------- | ---------------- |
| م                | عداء             | مرتبة            |
| 31               | أندريه جريبيل    | 3                |
| 32               | مكسيم دانييل     | 31               |
| 33               | برايس فيلو       | 42               |
| 34               | رومان لي رو      | 47               |
| 35               | لوران بيشون      | 28               |
| 36               | ألان ريو ‏        | 53               |

| فريق إثيوبيا لركوب الدراجات للرجال 2019‏ ETH | فريق إثيوبيا لركوب الدراجات للرجال 2019‏ ETH | فريق إثيوبيا لركوب الدراجات للرجال 2019‏ ETH |
| ------------------------------------------- | ------------------------------------------- | ------------------------------------------- |
| م                                           | عداء                                        | مرتبة                                       |
| 41                                          | Temesgen Buru ‏                              | 26                                          |
| 42                                          | Redwan Ebrahim ‏                             | 17                                          |
| 43                                          | Tamrat Meresa Gebrewahd ‏                    | 25                                          |
| 44                                          | Fiseha Gebremariam ‏                         | 50                                          |
| 45                                          | Tedros Redae ‏                               | 64                                          |
| 46                                          | Kibrom Teklebrhan Haylemaryam‏               | 18                                          |

| أندروني جوكاتولي-سيدرمك ‏ ANS | أندروني جوكاتولي-سيدرمك ‏ ANS | أندروني جوكاتولي-سيدرمك ‏ ANS |
| ---------------------------- | ---------------------------- | ---------------------------- |
| م                            | عداء                         | مرتبة                        |
| 51                           | Alessandro Bisolti ‏          | 7                            |
| 52                           | Matteo Busato ‏               | 32                           |
| 53                           | ماركو فرايبسي                | 44                           |
| 54                           | ماتيو بيلوتشي                | 75                           |
| 55                           | Matteo Spreafico ‏            | مستبعد-2                     |
| 56                           | أندريا فيندرام               | 14                           |

| فريق المغرب لركوب الدراجات 2019 ‏ MAR | فريق المغرب لركوب الدراجات 2019 ‏ MAR | فريق المغرب لركوب الدراجات 2019 ‏ MAR |
| ------------------------------------ | ------------------------------------ | ------------------------------------ |
| م                                    | عداء                                 | مرتبة                                |
| 61                                   | Lahcen Sabbehi‏                       | 37                                   |
| 62                                   | Nabil Maarouf‏                        | 60                                   |
| 63                                   | Youssef Bdadou ‏                      | 35                                   |
| 64                                   | Yassine Berjali‏                      | لم يكمل السباق-6                     |
| 65                                   | Hichame Akkaoui‏                      | 71                                   |
| 66                                   | Mohamed Tamasna‏                      | 62                                   |

| برو تاتش ‏ PRO | برو تاتش ‏ PRO    | برو تاتش ‏ PRO |
| ------------- | ---------------- | ------------- |
| م             | عداء             | مرتبة         |
| 71            | Mitchell Eliot‏   | 63            |
| 72            | Reynard Butler ‏  | لم يبدأ-3     |
| 73            | Songezo Jim ‏     | 33            |
| 74            | Jayde Julius ‏    | 61            |
| 75            | Rohan Du Plooy ‏  | 11            |
| 76            | Pieter Seyffert ‏ | 79            |

| فريق الجزائر لركوب الدراجات للرجال 2019 ‏ ALG | فريق الجزائر لركوب الدراجات للرجال 2019 ‏ ALG | فريق الجزائر لركوب الدراجات للرجال 2019 ‏ ALG |
| -------------------------------------------- | -------------------------------------------- | -------------------------------------------- |
| م                                            | عداء                                         | مرتبة                                        |
| 81                                           | يوسف رقيقي                                   | 4                                            |
| 82                                           | Abderrahmane Bechlaghem ‏                     | لم يكمل السباق-2                             |
| 83                                           | Abdellah Benyoucef ‏                          | 56                                           |
| 84                                           | عبد الرحمن حمزة                              | لم يكمل السباق-4                             |
| 85                                           | عز الدين اجاب                                | 30                                           |
| 86                                           | عبد الرحمن منصوري ‏                           | 59                                           |

| فيتال كونسبت ‏ VCB | فيتال كونسبت ‏ VCB   | فيتال كونسبت ‏ VCB |
| ----------------- | ------------------- | ----------------- |
| م                 | عداء                | مرتبة             |
| 91                | لورينزو مانزين      | 2                 |
| 92                | ماكسيم كام ‏         | 16                |
| 93                | Corentin Ermenault ‏ | 20                |
| 94                | مارك فورنير         | 58                |
| 95                | Jérémy Lecroq ‏      | 54                |
| 96                | Justin Mottier ‏     | 34                |

| فريق الغابون لركوب الدراجات للرجال 2019‏ GAB | فريق الغابون لركوب الدراجات للرجال 2019‏ GAB | فريق الغابون لركوب الدراجات للرجال 2019‏ GAB |
| ------------------------------------------- | ------------------------------------------- | ------------------------------------------- |
| م                                           | عداء                                        | مرتبة                                       |
| 101                                         | Geoffroy Ngandamba ‏                         | 43                                          |
| 102                                         | Ephrem Ekobena ‏                             | OTL-2                                       |
| 103                                         | Glenn Morvan Moulengui ‏                     | 68                                          |
| 104                                         | Cédric Tchouta ‏                             | 77                                          |
| 105                                         | Léris Moukagni ‏                             | OTL-2                                       |
| 106                                         | Paul Junior Maroga ‏                         | OTL-2                                       |

| فريق موريشيوس لسباق الدراجات للرجال 2019‏ MRI | فريق موريشيوس لسباق الدراجات للرجال 2019‏ MRI | فريق موريشيوس لسباق الدراجات للرجال 2019‏ MRI |
| -------------------------------------------- | -------------------------------------------- | -------------------------------------------- |
| م                                            | عداء                                         | مرتبة                                        |
| 111                                          | Olivier Lecourt ‏                             | 38                                           |
| 112                                          | Dylan Redy ‏                                  | 23                                           |
| 113                                          | Fidzerald Rabaye ‏                            | 57                                           |
| 114                                          | أليكساندر ماير ‏                              | 27                                           |
| 115                                          | Grégory Lagane ‏                              | 65                                           |
| 116                                          | Matthew How Saw Keng‏                         | 22                                           |

| فريق ساحل العاج لركوب الدراجات 2019‏ CIV | فريق ساحل العاج لركوب الدراجات 2019‏ CIV | فريق ساحل العاج لركوب الدراجات 2019‏ CIV |
| --------------------------------------- | --------------------------------------- | --------------------------------------- |
| م                                       | عداء                                    | مرتبة                                   |
| 121                                     | Issiaka Cissé ‏                          | 12                                      |
| 122                                     | Kouamé Antoine Kouadio‏                  | OTL-2                                   |
| 123                                     | Abou Sanogo ‏                            | 70                                      |
| 124                                     | Konan Daniel Assaholin‏                  | لم يكمل السباق-2                        |
| 125                                     | سليمان تراوري ‏                          | 73                                      |
| 126                                     | Bassirou Konté ‏                         | 80                                      |

| فريق الكاميرون لركوب الدراجات للرجال 2019‏ CMR | فريق الكاميرون لركوب الدراجات للرجال 2019‏ CMR | فريق الكاميرون لركوب الدراجات للرجال 2019‏ CMR |
| --------------------------------------------- | --------------------------------------------- | --------------------------------------------- |
| م                                             | عداء                                          | مرتبة                                         |
| 131                                           | Clovis Kamzong ‏                               | 41                                            |
| 132                                           | Michel Tientcheu‏                              | 69                                            |
| 133                                           | Arthuce Jodele Tella ‏                         | 74                                            |
| 134                                           | Robert Fosing‏                                 | 40                                            |
| 135                                           | Yannick Nanko‏                                 | 66                                            |
| 136                                           | Rodrigue Nounawe‏                              | 78                                            |

| فريق بوركينا فاسو لركوب الدراجات 2019‏ BUR | فريق بوركينا فاسو لركوب الدراجات 2019‏ BUR | فريق بوركينا فاسو لركوب الدراجات 2019‏ BUR |
| ----------------------------------------- | ----------------------------------------- | ----------------------------------------- |
| م                                         | عداء                                      | مرتبة                                     |
| 141                                       | عبد العزيز نيكيما ‏                        | 76                                        |
| 142                                       | Mathias Sorgho ‏                           | 46                                        |
| 143                                       | Seydou Bamogo ‏                            | 49                                        |
| 144                                       | Salif Yerbanga ‏                           | 51                                        |
| 145                                       | Paul Daumont ‏                             | 39                                        |
| 146                                       | Souleymane Koné ‏                          | 52                                        |

| فريق رواندا لركوب الدراجات للرجال 2019‏ RWA | فريق رواندا لركوب الدراجات للرجال 2019‏ RWA | فريق رواندا لركوب الدراجات للرجال 2019‏ RWA |
| ------------------------------------------ | ------------------------------------------ | ------------------------------------------ |
| م                                          | عداء                                       | مرتبة                                      |
| 1                                          | Joseph Areruya ‏                            | 21                                         |
| 2                                          | Jean-Claude Uwizeye ‏                       | 36                                         |
| 3                                          | Didier Munyaneza ‏                          | 8                                          |
| 4                                          | Samuel Mugisha ‏                            | 15                                         |
| 5                                          | Bonaventure Uwizeyimana ‏                   | 29                                         |
| 6                                          | Yves Nkurunziza‏                            | 48                                         |

| Direct Énergie TDE | Direct Énergie TDE | Direct Énergie TDE |
| ------------------ | ------------------ | ------------------ |
| م                  | عداء               | مرتبة              |
| 11                 | يوهان جين          | 55                 |
| 12                 | نيكولو بونيفازيو   | 1                  |
| 13                 | داميان جودين       | 13                 |
| 14                 | Axel Journiaux ‏    | 67                 |
| 15                 | أدريان بيتي        | 19                 |
| 16                 | Alexandre Pichot ‏  | 45                 |

| فريق إرتريا لركوب الدراجات 2019 ‏ ERI | فريق إرتريا لركوب الدراجات 2019 ‏ ERI | فريق إرتريا لركوب الدراجات 2019 ‏ ERI |
| ------------------------------------ | ------------------------------------ | ------------------------------------ |
| م                                    | عداء                                 | مرتبة                                |
| 21                                   | دانيال تيكليهايمانوت                 | 9                                    |
| 22                                   | Metkel Eyob ‏                         | 6                                    |
| 23                                   | بينيام جيرماي                        | 72                                   |
| 24                                   | Aron Debretsion ‏                     | 24                                   |
| 25                                   | هنوك مولوبرهان ‏                      | 10                                   |
| 26                                   | Sirak Tesfom ‏                        | 5                                    |

| Arkéa-Samsic PCB | Arkéa-Samsic PCB | Arkéa-Samsic PCB |
| ---------------- | ---------------- | ---------------- |
| م                | عداء             | مرتبة            |
| 31               | أندريه جريبيل    | 3                |
| 32               | مكسيم دانييل     | 31               |
| 33               | برايس فيلو       | 42               |
| 34               | رومان لي رو      | 47               |
| 35               | لوران بيشون      | 28               |
| 36               | ألان ريو ‏        | 53               |

| فريق إثيوبيا لركوب الدراجات للرجال 2019‏ ETH | فريق إثيوبيا لركوب الدراجات للرجال 2019‏ ETH | فريق إثيوبيا لركوب الدراجات للرجال 2019‏ ETH |
| ------------------------------------------- | ------------------------------------------- | ------------------------------------------- |
| م                                           | عداء                                        | مرتبة                                       |
| 41                                          | Temesgen Buru ‏                              | 26                                          |
| 42                                          | Redwan Ebrahim ‏                             | 17                                          |
| 43                                          | Tamrat Meresa Gebrewahd ‏                    | 25                                          |
| 44                                          | Fiseha Gebremariam ‏                         | 50                                          |
| 45                                          | Tedros Redae ‏                               | 64                                          |
| 46                                          | Kibrom Teklebrhan Haylemaryam‏               | 18                                          |

| أندروني جوكاتولي-سيدرمك ‏ ANS | أندروني جوكاتولي-سيدرمك ‏ ANS | أندروني جوكاتولي-سيدرمك ‏ ANS |
| ---------------------------- | ---------------------------- | ---------------------------- |
| م                            | عداء                         | مرتبة                        |
| 51                           | Alessandro Bisolti ‏          | 7                            |
| 52                           | Matteo Busato ‏               | 32                           |
| 53                           | ماركو فرايبسي                | 44                           |
| 54                           | ماتيو بيلوتشي                | 75                           |
| 55                           | Matteo Spreafico ‏            | مستبعد-2                     |
| 56                           | أندريا فيندرام               | 14                           |

| فريق المغرب لركوب الدراجات 2019 ‏ MAR | فريق المغرب لركوب الدراجات 2019 ‏ MAR | فريق المغرب لركوب الدراجات 2019 ‏ MAR |
| ------------------------------------ | ------------------------------------ | ------------------------------------ |
| م                                    | عداء                                 | مرتبة                                |
| 61                                   | Lahcen Sabbehi‏                       | 37                                   |
| 62                                   | Nabil Maarouf‏                        | 60                                   |
| 63                                   | Youssef Bdadou ‏                      | 35                                   |
| 64                                   | Yassine Berjali‏                      | لم يكمل السباق-6                     |
| 65                                   | Hichame Akkaoui‏                      | 71                                   |
| 66                                   | Mohamed Tamasna‏                      | 62                                   |

| برو تاتش ‏ PRO | برو تاتش ‏ PRO    | برو تاتش ‏ PRO |
| ------------- | ---------------- | ------------- |
| م             | عداء             | مرتبة         |
| 71            | Mitchell Eliot‏   | 63            |
| 72            | Reynard Butler ‏  | لم يبدأ-3     |
| 73            | Songezo Jim ‏     | 33            |
| 74            | Jayde Julius ‏    | 61            |
| 75            | Rohan Du Plooy ‏  | 11            |
| 76            | Pieter Seyffert ‏ | 79            |

| فريق الجزائر لركوب الدراجات للرجال 2019 ‏ ALG | فريق الجزائر لركوب الدراجات للرجال 2019 ‏ ALG | فريق الجزائر لركوب الدراجات للرجال 2019 ‏ ALG |
| -------------------------------------------- | -------------------------------------------- | -------------------------------------------- |
| م                                            | عداء                                         | مرتبة                                        |
| 81                                           | يوسف رقيقي                                   | 4                                            |
| 82                                           | Abderrahmane Bechlaghem ‏                     | لم يكمل السباق-2                             |
| 83                                           | Abdellah Benyoucef ‏                          | 56                                           |
| 84                                           | عبد الرحمن حمزة                              | لم يكمل السباق-4                             |
| 85                                           | عز الدين اجاب                                | 30                                           |
| 86                                           | عبد الرحمن منصوري ‏                           | 59                                           |

| فيتال كونسبت ‏ VCB | فيتال كونسبت ‏ VCB   | فيتال كونسبت ‏ VCB |
| ----------------- | ------------------- | ----------------- |
| م                 | عداء                | مرتبة             |
| 91                | لورينزو مانزين      | 2                 |
| 92                | ماكسيم كام ‏         | 16                |
| 93                | Corentin Ermenault ‏ | 20                |
| 94                | مارك فورنير         | 58                |
| 95                | Jérémy Lecroq ‏      | 54                |
| 96                | Justin Mottier ‏     | 34                |

| فريق الغابون لركوب الدراجات للرجال 2019‏ GAB | فريق الغابون لركوب الدراجات للرجال 2019‏ GAB | فريق الغابون لركوب الدراجات للرجال 2019‏ GAB |
| ------------------------------------------- | ------------------------------------------- | ------------------------------------------- |
| م                                           | عداء                                        | مرتبة                                       |
| 101                                         | Geoffroy Ngandamba ‏                         | 43                                          |
| 102                                         | Ephrem Ekobena ‏                             | OTL-2                                       |
| 103                                         | Glenn Morvan Moulengui ‏                     | 68                                          |
| 104                                         | Cédric Tchouta ‏                             | 77                                          |
| 105                                         | Léris Moukagni ‏                             | OTL-2                                       |
| 106                                         | Paul Junior Maroga ‏                         | OTL-2                                       |

| فريق موريشيوس لسباق الدراجات للرجال 2019‏ MRI | فريق موريشيوس لسباق الدراجات للرجال 2019‏ MRI | فريق موريشيوس لسباق الدراجات للرجال 2019‏ MRI |
| -------------------------------------------- | -------------------------------------------- | -------------------------------------------- |
| م                                            | عداء                                         | مرتبة                                        |
| 111                                          | Olivier Lecourt ‏                             | 38                                           |
| 112                                          | Dylan Redy ‏                                  | 23                                           |
| 113                                          | Fidzerald Rabaye ‏                            | 57                                           |
| 114                                          | أليكساندر ماير ‏                              | 27                                           |
| 115                                          | Grégory Lagane ‏                              | 65                                           |
| 116                                          | Matthew How Saw Keng‏                         | 22                                           |

| فريق ساحل العاج لركوب الدراجات 2019‏ CIV | فريق ساحل العاج لركوب الدراجات 2019‏ CIV | فريق ساحل العاج لركوب الدراجات 2019‏ CIV |
| --------------------------------------- | --------------------------------------- | --------------------------------------- |
| م                                       | عداء                                    | مرتبة                                   |
| 121                                     | Issiaka Cissé ‏                          | 12                                      |
| 122                                     | Kouamé Antoine Kouadio‏                  | OTL-2                                   |
| 123                                     | Abou Sanogo ‏                            | 70                                      |
| 124                                     | Konan Daniel Assaholin‏                  | لم يكمل السباق-2                        |
| 125                                     | سليمان تراوري ‏                          | 73                                      |
| 126                                     | Bassirou Konté ‏                         | 80                                      |

| فريق الكاميرون لركوب الدراجات للرجال 2019‏ CMR | فريق الكاميرون لركوب الدراجات للرجال 2019‏ CMR | فريق الكاميرون لركوب الدراجات للرجال 2019‏ CMR |
| --------------------------------------------- | --------------------------------------------- | --------------------------------------------- |
| م                                             | عداء                                          | مرتبة                                         |
| 131                                           | Clovis Kamzong ‏                               | 41                                            |
| 132                                           | Michel Tientcheu‏                              | 69                                            |
| 133                                           | Arthuce Jodele Tella ‏                         | 74                                            |
| 134                                           | Robert Fosing‏                                 | 40                                            |
| 135                                           | Yannick Nanko‏                                 | 66                                            |
| 136                                           | Rodrigue Nounawe‏                              | 78                                            |

| فريق بوركينا فاسو لركوب الدراجات 2019‏ BUR | فريق بوركينا فاسو لركوب الدراجات 2019‏ BUR | فريق بوركينا فاسو لركوب الدراجات 2019‏ BUR |
| ----------------------------------------- | ----------------------------------------- | ----------------------------------------- |
| م                                         | عداء                                      | مرتبة                                     |
| 141                                       | عبد العزيز نيكيما ‏                        | 76                                        |
| 142                                       | Mathias Sorgho ‏                           | 46                                        |
| 143                                       | Seydou Bamogo ‏                            | 49                                        |
| 144                                       | Salif Yerbanga ‏                           | 51                                        |
| 145                                       | Paul Daumont ‏                             | 39                                        |
| 146                                       | Souleymane Koné ‏                          | 52                                        |

## وصلات خارجية
- الموقع الرسمي
- لمحة عن سباق لا تروبيكال أميسا بونغو 2019 على موقع  ProCyclingStats   (برو  سايكلنج  ستاتس) - إحصاءات  محترفي  الدراجات.
- لا تروبيكال أميسا بونغو 2019 على موقع إحصائيات الدراجات الإحترافية (الإنجليزية)